# Ягмонтъихол
Ягмонтъихол (устар. Ягмонт-Игол) — река в России, протекает по территории Красноселькупского района Ямало-Ненецкого автономного округа. Исток расположен в 1 километре юго-западнее озера Лекэмтор. Устье реки находится в 8 км по правому берегу реки Кукрыкъихол на высоте 121,9 метра над уровнем моря. Длина реки составляет 22 км. Ягмонтъихол протекает по сосново-берёзовому лесу с присутствием ягеля.

## Данные водного реестра
По данным государственного водного реестра России относится к Нижнеобскому бассейновому округу, водохозяйственный участок реки — Таз, речной подбассейн реки — Подбассейн отсутствует. Речной бассейн реки — Таз.
По данным геоинформационной системы водохозяйственного районирования территории РФ, подготовленной Федеральным агентством водных ресурсов:
- Код водного объекта в государственном водном реестре — 15050000112115300064294
- Код по гидрологической изученности (ГИ) — 115306429
- Код бассейна — 15.05.00.001
- Номер тома по ГИ — 15
- Выпуск по ГИ — 3